# 雷蒙·拉米雷斯 (1982年)
雷蒙·A·拉米雷斯（西班牙語：Ramón A. Ramírez，1982年9月16日—），出生于卡瓜，委内瑞拉棒球运动员，是效力于美国职棒大联盟波士顿红袜的投手。他2004年和辛辛那提红人签约，并在2008年8月30日首次登上大联盟。2009年赛季结束后被坦帕湾光芒签下，但随后即被球队释出，12月9日又被波士顿红袜签下。